# 安达畜牧场
安达畜牧场是一个位于中华人民共和国黑龙江省绥化市安达市的类似乡级单位，亦是黑龙江省农垦绥化管理局所属的一个国有牧场。
安达畜牧场地处松嫩平原腹部，总面积10万亩，人口2000人。

## 行政区划
安达畜牧场下辖以下单位：
安达场直社区。